# Pipiza claripennis
Pipiza claripennis är en tvåvingeart som beskrevs av Shannon 1933. Pipiza claripennis ingår i släktet gallblomflugor, och familjen blomflugor. Inga underarter finns listade i Catalogue of Life.